# Nový Berštejn (zámek)
Nový Berštejn (nazývaný také Nový Berštýn, Perštýn, Perstein, Neuperstein) je původně renesanční zámek ve stejnojmenné vesničce asi 1 km severně od města Dubá. Zámek pochází ze 16. století, nechal ho postavit Adam Berka z Dubé, potomek mocného rodu Ronovců poté, kdy zdědil pouze pustnoucí hrad Starý Berštejn u Vrchovan. Počátkem 18. století byl objekt i se zámeckým parkem barokně přestavěn za Buttlerů a Sweerts-Šporků. Konečnou podobu získal pseudobarokní úpravou za Valdštejnů koncem 19. století.
Zámek a přilehlé panství změnilo mnohokrát majitele, jeho nejznámějším vlastníkem byl Albrecht z Valdštejna. Za minulého režimu sloužil zámek jako internátní škola pro děti. Později byl úplně opuštěn a léta chátral. V současnosti je zámek po nákladné rekonstrukci z let 1992–96 využíván jako luxusní hotel. Objekt je chráněn jako kulturní památka České republiky.

## Historie zámku

### Počátky po založení
Původně se na návrší, které na starých mapách nese název Melzer Berg, nacházela ves a poplužní dvůr Nezlovice, zmiňované již v roce 1402. Na jejich místě nechal v letech 1553-1567 Adam Berka z Dubé postavit renesanční zámek, který sloužil jako náhrada za starý a pustnoucí Husity vypleněný rodový hrad Berkenštejn (nyní Starý Berštejn) u Vrchovan. Zámek byl podle hradu pojmenován Nový Berštejn.
Syn stavitele zámku Jiří Berka z Dubé, příslušník velkého rodu Berkové z Dubé, prodal budovu v roce 1618 svému bratrovi Václavovi, který se aktivně zúčastnil stavovského povstání na protihabsburské straně a za vlády Fridricha Falckého zastával důležitý úřad nejvyššího zemského sudího.

### Období 17.–19. století

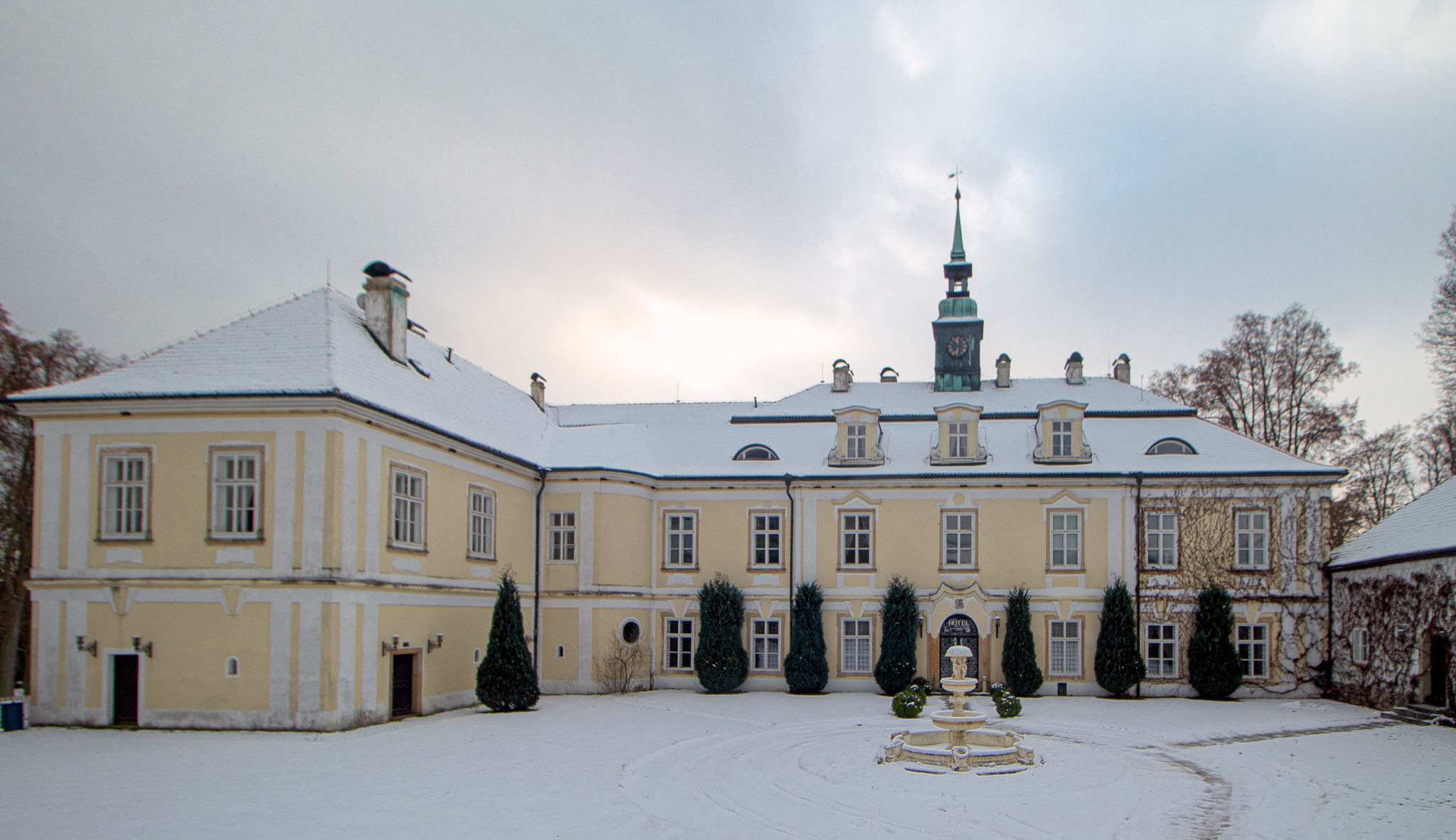
Celkový pohled na zámek Nový Berštejn

Po bitvě na Bílé hoře byl Václav Berka nucen emigrovat ze země a jeho zkonfiskovaný majetek koupil Adam z Valdštejna, který ho zanedlouho přenechal mocnému Albrechtovi z Valdštejna.
Po Valdštejnově smrti (1634) byly statky opět zkonfiskovány a císař Ferdinand II. jimi místo žoldu obdaroval Ira Richarda Waltera Buttlera. Buttler se o své jmění zasloužil spoluúčastí na Valdštejnově vraždě. Nový majitel však ještě téhož roku (1634) zemřel. Jeho vdova se brzy znovu provdala a po její smrti vznikl spor o dědictví mezi vdovcem Kryštofem Ferdinandem z Heissensteinu a příbuznými Buttlera. Tento spor se vyřešil rozdělením majetku a zámek připadl opět Buttlerům, kteří pak na berštejnském zámku sídlili až do roku 1723.
Počátkem 18. století byl objekt i s zámeckým parkem barokně upraven.

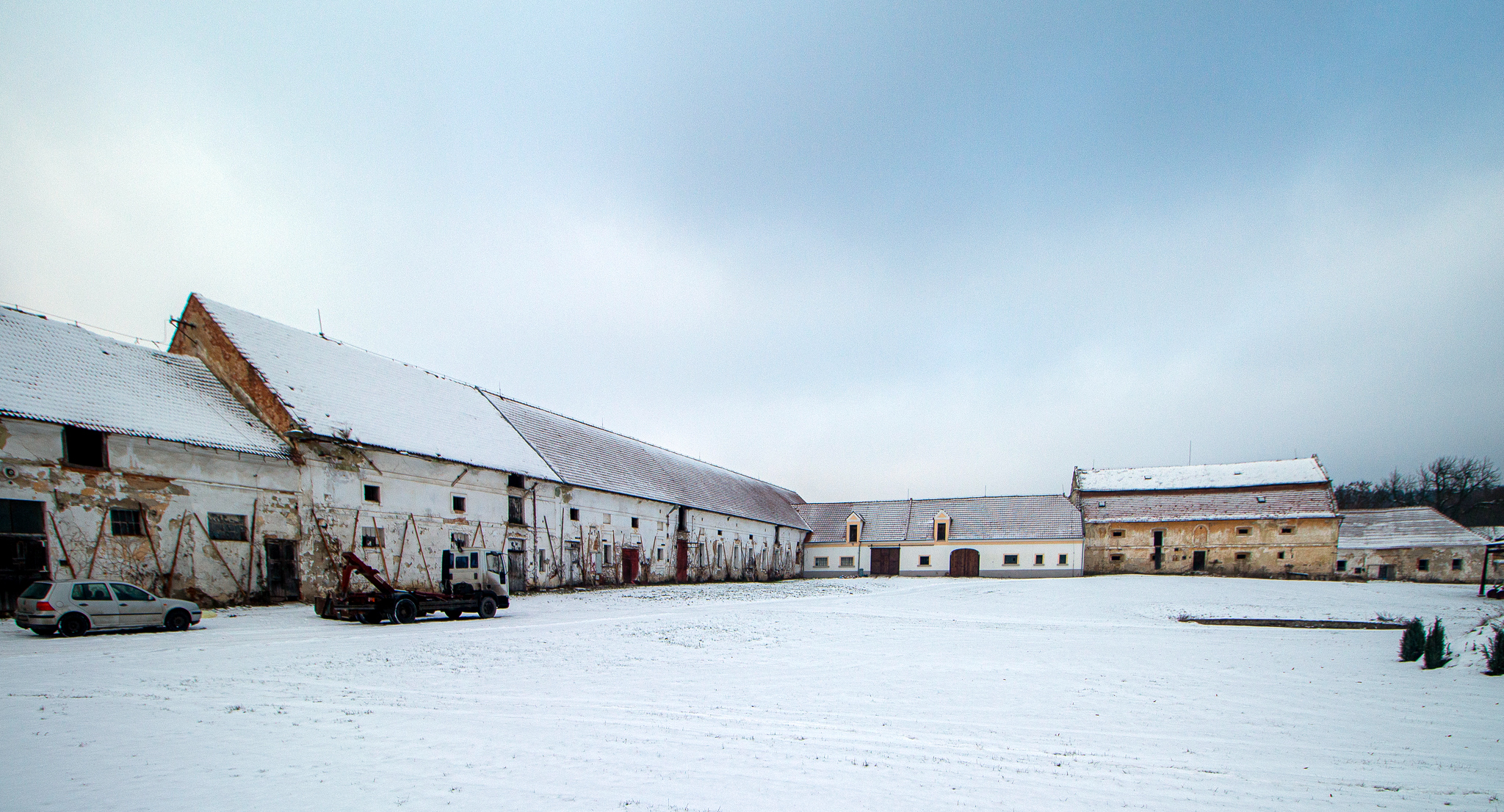
Hospodářský dvůr v sousedství zámku

V roce 1723 Theobald Václav Buttler zámek prodal a novým majitelem se stal hrabě František Karel Rudolf Swéerts-Sporck, zeť známého mecenáše umění Františka Antonína Šporka. Hrabě Swéerts-Sporck rozvinul na panství rozsáhlou stavební činnost a mimo jiné vystavěl i vrcholně barokní kostel Nalezení Svatého Kříže v Dubé. I zámek Berštejn byl barokně přestavěn a rozšířen o boční křídla, byla zde vysvěcena zámecká kaple. Možným (spolu)autorem jeho nové podoby je pražský architekt Václav Špaček. Rodině Swéerts-Sporcků patřil zámek do roku 1810, kdy byl prodán Arnoštovi z Valdštejna. Valdštejnové pak zámek Nový Berštejn drželi až do roku 1918. Pseudohistoricky jej upravili a dali mu dnešní vzhled. Konec valdštejnskému panství přinesla první pozemková reforma za první republiky.

### Období let 1918–1945
Novým majitelem zámku se roku 1920 stal Tomáš Maglič, generální rada Škodových závodů. Na zámku vybudoval také tenisový kurt.
V roce 1935 Zámek Berštejn koupila Růžena Jiratová-Kabátová, která zvelebila nejen zámek, ale také zámecký park, statek a pivovar. Obnova panství byla jako zajímavá událost zmíněna také v novinách.[zdroj?]
V průběhu druhé světové války byl zámek ve správě německého barona Ludolfa von Wedel-Parlow, jenž měl dbát nejen na prosperitu berštejnského panství, ale také na jeho nový význam. Zámek sloužil jako místo setkávání umělců - natáčel se zde také film, a později jako nacistický archív ve věcech Francie. Nejcennější dokumenty byly dětmi převáženy během bombardování na bezpečnější místo. Bombardování zničilo zámecký pivovar, který zpracovával vyhlášený místní chmel "Dubský zelenáč".

### Období let 1945–1990
V roce 1945 byl zámek zkonfiskován státem jako německý majetek a adaptován na okresní dům zdraví, poté na zvláštní internátní školu. Kvůli havarijnímu stavu budovy musel být v roce 1983 dětský domov ze zámku odstěhován. Zámek sice chátral, ale v roce 1983 nemohl být podepsán demoliční výměr, protože v roce 1985 (24. 5.), byl zaslán Rostislavu Bílkovi (který se de facto postaral o zrušení internátu z havarijních a bezpečnostních důvodů) dopis (č.: 1753/85-VI/1) z Ministerstva kultury ČSR, který jasně uvádí, že tehdejší odbor kultury ONV Česká Lípa (čj. 916/85) našel nového zájemce, jenž později začal provádět rekonstrukci střechy. Jenže to bylo asi tak vše, na co se nový zájemce zmohl a od dalších aktivit upustil, včetně správy samotného zámku. Jelikož byl v té době zámek volně přístupný, tak i značně demolován (ruční umělecká kovářská práce na vstupních a zadních vchodových dveří, luceren a dřevěných "vyřezávaných" dveří v bývalé jídelně Dětského domova) na což Rostislav Bílek v roce 1987 upozornil MK ČSR a ten obratem správce objektu ONV Česká Lípa (č. dopisu 7.780/87-VI/1), aby objekt zabezpečil, což se nakonec stalo a zámek byl "zakonzervován", což ale nebránilo tomu, aby zámek nadále chátral.

## Současný stav
V roce 1991 zchátralý zámek s parkem koupil Miroslav Slezák. V letech 1992 až 1996 proběhla rekonstrukce. Od roku 1996 zámek slouží jako hotel, v anglickém parku se nachází golfové hřiště, dva tenisové kurty a dětské hřiště.. Zachráněn a využíván je i barokní bazén. Miroslav Slezák byl za opravu zámku v roce 2012 oceněn prvním místem v soutěži „Má vlast v srdci Evropy“.
Zámek je veden v celostátním registru kulturních památek jako položka 17025/5-2930, ovšem s poznámkou "s omezením bez budov šafářských domků".

## Zámecký park
V první polovině 17. století nechal park u svého zámku vytvořit Karel Rudolf hrabě ze Swéertsu. Jedná se o dodnes velmi rozsáhlý areál obehnaný zdí v mírně zvlněném terénu, jehož část zaujímá starší původní les. V samotném parku bylo po roce 1980 evidováno 30 jehličnatých a 45 listnatých stromů. Bylo zde mnoho cypřišků, nažloutlé tisy, převislý jedlovec, zakrslý smrk, tulipánovník, převislý jasan, sloupovitý dub a mnoho obrovských starých vejmutovek.

## Stavební podoba

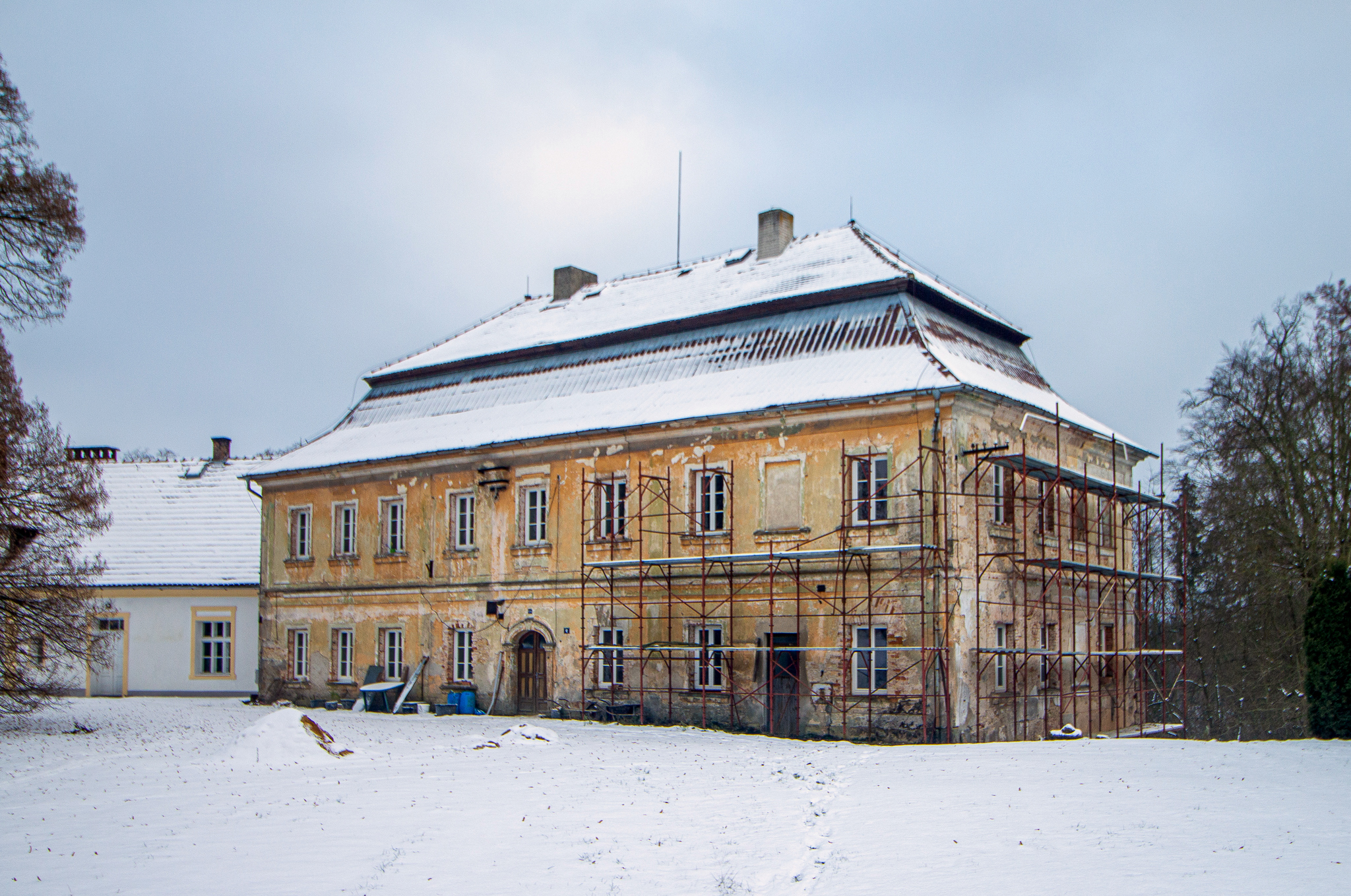
Barokní hospodářská budova u zámku

Zámek Nový Berštejn byl postaven v 16. století v renesančním slohu, z této doby se dochovala část přízemí. Původní stavba měla zděnou přízemní budovu s valenými klenbami a lunetami zdobenou renesančními psaníčky (dnešní střední křídlo) a dřevěné patro. V první polovině 18. století došlo k barokní přestavbě a posléze bylo přistavěno patro a postranní křídla. V roce 1910 vzniklo nové podkroví a v roce 1934 došlo k pseudohistorické úpravě.
Zámek tvoří dvoukřídlá jednopatrová stavba s mansardovou střechou a věžičkou nad hlavním traktem, uprostřed čelního rizalitu se nachází portál s barokním ostěním. Součástí zámku byl hospodářský dvůr s barokní správní budovou čp. 12, vznosnou barokní bránou a historickou sýpkou. Hlavní trakt zámku nese číslo popisné 10, pravý boční trakt čp. 21.
Podobu zámku zachytil v roce 1833 v kolorované kresbě Karel Hynek Mácha.

## Přístup
Areál zámku leží již mimo území Chráněné krajinné oblasti Kokořínsko – Máchův kraj, jejíž součástí je prakticky celé centrum Dubé. Ve směru od Prahy je dostupný po silnici I/9 z Dubé, která pak pokračuje dále na sever k Jestřebí. Poblíž zámku z ní odbočuje silnice II/270. Do zámku lze přijet autem. Vlakové spojení v okolí neexistuje.
Kolem parku vede zeleně značená trasa z Dubé ke kapli Sv. Barbory a přes Nedamov zpět do Dubé.